# Ів Ейнджел
Е́ва До́бош (угор. Eva Dobos, нар. 19 травня, 1983), відома як Ів Е́йнджел (англ. Eve Angel), Eva Shine, Marina Mendoza, Katie, Daphne, Severine — угорська порноакторка та модель.

## Біографія
Народилася в Будапешті, Угорщина. У неї є молодша сестра і старший брат, з яким вона керує дизайнерською компанією.
Стала моделлю у 18 років. На початку кар'єри знімалася в основному в гетеросексуальних сценах, але тепер працює тільки з жінками.

## Нагороди
- 2009 — AVN Award виконавиця року як жінка-іноземка[5].